# Ulomyia hirta
Ulomyia hirta és una espècie d'insecte dípter pertanyent a la família dels psicòdids que es troba a Europa: Àustria, Hongria i França.